# Präsidentschaftswahl in Senegal 2024
Die Präsidentschaftswahl in Senegal 2024 fand am 24. März statt. Dabei gewann der linke Oppositionskandidat Bassirou Diomaye Faye überraschend deutlich im ersten Wahlgang. Der Wahl war ein international kritisierter Versuch von Amtsinhaber Macky Sall vorausgegangen, sich verfassungswidrig an der Macht zu halten, was auch zu Protesten mit Todesfällen geführt hatte. Der Coup-Versuch wurde schließlich vom Verfassungsrat gekippt und Wahlen bis spätestens März angeordnet.

## Vorgeschichte
Der Amtsinhaber Macky Sall durfte nach zwei Amtsperioden nicht erneut kandidieren. Im November 2023 setzte ein von Sall unterzeichnetes Präsidialdekret den Termin für die Präsidentschaftswahl auf den 25. Februar 2024 fest. Das Dekret ließ 20 Kandidaten zur Wahl zu, schloss aber zwei bekanntere Oppositionskandidaten aus: Ousmane Sonko, der seit Juli 2023 inhaftiert war, und Karim Wade, den Sohn des früheren Staatspräsidenten Abdoulaye Wade. Wades Anhänger in der Nationalversammlung zogen die Unparteilichkeit von zwei Richtern des Verfassungsgerichts in Zweifel und erreichten, dass die senegalesische Nationalversammlung am 31. Januar 2024 mehrheitlich eine Entschließung verabschiedete, in der eine Untersuchung gefordert wurde. Für diese Entschließung hatten auch einige Anhänger von Präsident Sall gestimmt. Vor diesem Hintergrund proklamierte Präsident Sall am 3. Februar 2024 wenige Stunden vor dem offiziellen Wahlkampfbeginn die Verschiebung des Wahltermins um eine zunächst unbestimmte Zeit. Der Präsident begründete seine Entscheidung damit, dass zunächst der Konflikt zwischen Verfassungsgericht und Parlament beigelegt werden müsse. Andernfalls stehe die Glaubwürdigkeit der Wahl in Frage.
Nach der Ankündigung des Präsidenten kam es zu anhaltenden, von der Opposition organisierten Protesten vor allem in der Hauptstadt Dakar. Die Regierung antwortete mit einem massiven Polizeieinsatz, zahlreichen Verhaftungen von Demonstranten, einer Einschränkung des mobilen Internets und der Beschränkung der Pressefreiheit. Die Opposition warf dem Präsidenten vor, sein Amt in undemokratischer Weise verlängern und einen ihm genehmen Nachfolger installieren zu wollen. Präsident Sall bestritt, dass er eine dritte Amtszeit anstrebe. Am 5. Februar 2024 stimmte die Nationalversammlung über ein Gesetz ab, das die Amtszeit von Präsident Sall verlängern sollte. In der Nationalversammlung hatte die regierende Benno Bokk Yakaar-Koalition, zu der auch die Partei des Präsidenten gehörte, eine knappe Mehrheit. Für das Gesetz zur Verlängerung der präsidialen Amtszeit war eine Drei-Fünftel-Mehrheit, d. h. mindestens die Stimmen von 99 der 165 Abgeordneten erforderlich. Letztlich stimmten 105 Abgeordnete dafür. Das Gesetz verlängerte die Amtszeit Salls um zehn Monate bis zum 15. Dezember 2024. Ursprünglich waren nur sechs Monate vorgesehen gewesen.
Die Verschiebung des Wahltermins rief in der westlichen Welt Besorgnis hervor. Die Ereignisse wurden als Verfassungskrise angesehen. Bisher hatte Senegal als eine Insel der Stabilität und als relativ demokratisches Land in Westafrika gegolten. Senegal war bis dato das einzige Land in Westafrika, in dem es nie einen Militärputsch gegeben hatte, und auch Präsidentschaftswahlen waren noch nie verschoben worden. Die Westafrikanische Wirtschaftsgemeinschaft (ECOWAS), die Europäische Union mit den EFTA-Ländern Island, Liechtenstein und Norwegen, sowie den EU-Bewerberländern Nordmazedonien, Montenegro, Serbien, Albanien, Ukraine, Republik Moldau, Bosnien und Herzegowina und Georgien und die Vereinigten Staaten forderten die politische Klasse Senegals auf, den ursprünglichen Wahltermin einzuhalten und geordnete, rechtsstaatliche Verhältnisse herzustellen.
Angesichts der politischen Krise ersuchten 56 Parlamentsabgeordnete und sieben Präsidentschaftskandidaten den Verfassungsrat Senegals, das aus sieben Verfassungsrichtern bestehende höchste Entscheidungsgremium des Landes, das die Aufgabe hat, auf die Einhaltung der Verfassungsbestimmungen und das Gleichgewicht der Gewalten im Staat zu achten, um eine Entscheidung. Am 15. Februar 2024 hob der Verfassungsrat das Dekret Macky Salls vom 3. Februar 2024 zur Annullierung des Wahltermins auf. Er erklärte auch das von der Nationalversammlung am 5. Februar 2024 verabschiedete Wahlgesetz für ungültig. Beide seien nicht verfassungskonform gewesen. Damit wurde der ursprüngliche Wahltermin wiederhergestellt. Außerdem bekräftigte der Verfassungsrat das Ende der Amtszeit Präsident Salls zum 4. April 2024.
Daraufhin lenkte Präsident Sall ein und in den folgenden Wochen wurden zahlreiche Personen, die möglicherweise politisch motiviert inhaftiert worden waren, freigelassen. Da der ursprüngliche Wahltermin am 25. Februar 2024 nicht mehr einzuhalten war, verfügte der Verfassungsrat, dass die Wahl spätestens am 31. März 2024 stattfinden müsse. Daraufhin legte Präsident Sall den 24. März 2024 als Wahltermin fest.

## Kandidaten
Amtsinhaber Macky Sall durfte nach zwei Amtsperioden nicht erneut antreten. Als Kandidat für seine Nachfolge schlug er Amadou Ba von der Koalitition Benno Bokk Yakaar (BBY) vor. Unter den weiteren 18 Kandidaten als aussichtsreich galten Khalifa Sall, der ehemalige Bürgermeister der Hauptstadt Dakar, sowie Bassirou Diomaye Faye. Letzterer ist der Stellvertreter des Oppositionsführers Ousmane Sonko, dem eine Kandidatur verwehrt worden war. Beide waren als politische Gefangene bis Mitte März 2024 in Haft. Als einzige Frau trat Anta Babacar Ngom an.
Liste der 19 Kandidaten:
- Bassirou Diomaye Faye
- Amadou Ba
- Aliou Mamadou Dia
- Idrissa Seck
- Khalifa Sall
- Thierno Alassane Sall
- Boubacar Camara
- Papa Djibril Fall
- Aly Ngouille Ndiaye
- Serigne Mboup
- Cheikh Tidiane Dieye
- Anta Babacar Ngom
- Daouda Ndiaye
- Déthié Fall
- Mamadou Lamine Diallo
- El Hadji Mamadou Diao
- Mahammed Dionne
- Malick Gakou
- Habib Sy

Für die Wahl registriert waren etwa 7,3 Millionen Senegalesen. Davon waren rund 75 Prozent unter 35 Jahren alt.

## Ergebnis
Bereits wenige Stunden nach Schließung der Wahllokale zeichnete sich ein deutlicher Vorsprung für Oppositionskandidat Bassirou Diomaye Faye ab. Er gewann überraschend schon im ersten Wahlgang deutlich. Es war das erste Mal im Senegal, dass ein neuer Präsidentschaftskandidat direkt im ersten Wahlgang erfolgreich war. Konkurrent Ba gratulierte Faye schon vor der Veröffentlichung offizieller Zahlen. Der Verfassungsrat bestätigte den Wahlausgang am 29. März.

Mehrheiten nach Départements:
Bassirou Diomaye Faye:
40–50 %
50–60 %
60–70 %
70–80 %
80–90 %
Amadou Ba:
40–50 %
50–60 %
60–70 %
70–80 %
80–90 %

| Kandidaten                      | Parteien                                       | Stimmen   | %    |
| ------------------------------- | ---------------------------------------------- | --------- | ---- |
| Bassirou Diomaye Faye           | PASTEF                                         | 2.434.751 | 54,3 |
| Amadou Ba                       | Alliance pour la République                    | 1.605.086 | 35,8 |
| Aliou Mamadou Dia               | Parti de l’unité et du rassemblement           | 125.690   | 2,8  |
| Khalifa Sall                    | Manko Taxawu Sénégal                           | 69.760    | 1,6  |
| Idrissa Seck                    | Rewmi                                          | 40.286    | 0,9  |
| Thierno Alassane Sall           | République des Valeurs                         | 25.946    | 0,6  |
| Boubacar Camara                 | Parti de la construction et de la solidarité   | 23.359    | 0,5  |
| Aly Ngouille Ndiaye             | Parteilos                                      | 20.964    | 0,5  |
| Papa Djibril Fall               | Les Serviteurs – En marche pour la renaissance | 18.304    | 0,4  |
| Serigne Mboup                   | Parteilos                                      | 16.049    | 0,4  |
| Daouda Ndiaye                   | Parteilos                                      | 15.895    | 0,4  |
| Déthié Fall                     | Parti républicain pour le progrès              | 15.836    | 0,4  |
| Anta Babacar Ngom               | Alternative pour la relève citoyenne           | 15.457    | 0,3  |
| Cheikh Tidiane Dieye            | Parteilos                                      | 15.172    | 0,3  |
| El Hadji Mamadou Diao           | Parteilos                                      | 14.591    | 0,3  |
| Mamadou Lamine Diallo           | Mouvement Tekki                                | 9.998     | 0,2  |
| Mahammed Dionne                 | Parteilos                                      | 8.435     | 0,2  |
| Malick Gakou                    | Grand Parti                                    | 6.343     | 0,1  |
| Habib Sy                        | Parteilos                                      | 3.206     | 0,1  |
| Gesamt                          | Gesamt                                         | 4.485.128 | 100  |
|                                 |                                                |           |      |
| Ungültige Stimmen               | Ungültige Stimmen                              | 34.125    | 0,8  |
| Wähler                          | Wähler                                         | 4.519.253 | 61,3 |
| Wahlberechtigte                 | Wahlberechtigte                                | 7.371.890 |      |
|                                 |                                                |           |      |
| Quelle: Conseil constitutionnel |                                                |           |      |